# Олівер Ґолдсміт
О́лівер Ґо́лдсміт (англ. Oliver Goldsmith; 10 листопада 1728, Паллас, Ірландія — 4 квітня 1774, Лондон) — відомий англомовний ірландський есеїст, поет, прозаїк, драматург. За фахом — лікар.

## Життєпис
Олівер Ґолдсміт народився 1728 року в Ірландії. Точне місце народження невідоме. Народився Ґолдсміт або у Палласі, неподалік від села Баллимагон, графства Лонгфорд або в селі Елфін, графство Роскоммон, де його дід Олівер Джонс був священиком. Дитинство Олівера Ґолдсміта минуло в Ірландії. Він був другим сином з семи дітей англіканського священика Чарлза Ґолдсміта та Енн Джоне. Після смерті одного з родичів сім'я успадкувала будинок у місті Ліссой. Сім'я переїхала туди і прожила там до смерті батька у 1747 році. Тут у шестирічному віці Ґолдсміт пішов до школи. Приблизно в той самий час він перехворів на натуральну віспу, яка назавжди спотворила його обличчя. З 1738 до 1745 роках Ґолдсміт навчався в єпархіальному училищі в Елфіні та школі у Білоні.
У 1745 році Ґолдсміт здобув стипендію і вступив у Триніті Коледж Дубліна, де 27 лютого 1750 року склав іспит й отримав ступінь бакалавра. У вересні 1752 року поїхав у Шотландію вивчати медицину в Единбурзькому університеті. Провівши в Шотландії дві зими, переїхав до Голландії у Лейденський університет, для навчання у великого анатома Б. С. Альбінуса, де залишався до весни 1755 року. Після цього він подорожував Італією, Швейцарією, Францією.

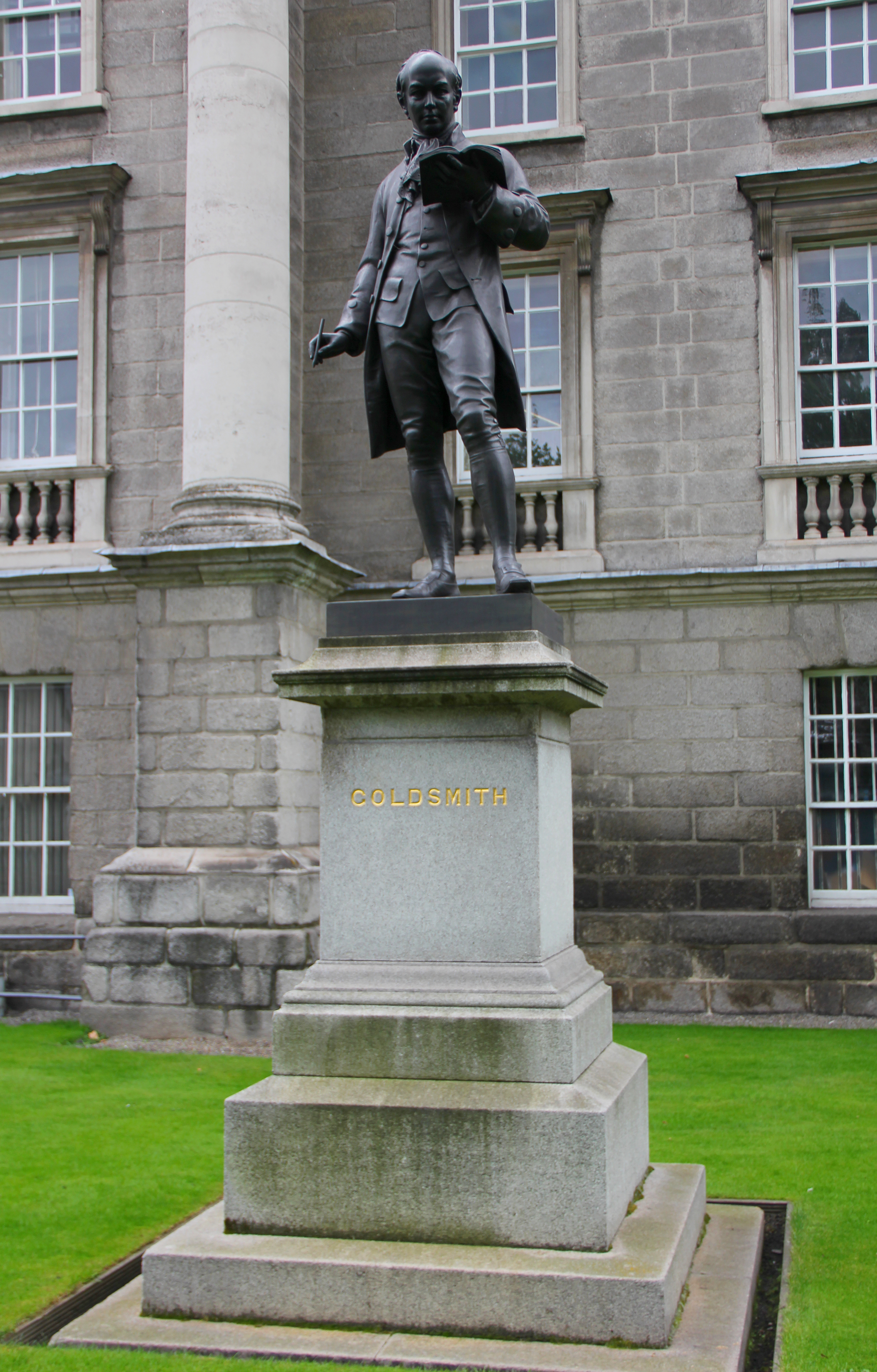
Пам'ятник Оліверу Ґолдсміту в Триніті Коледжі, Дубліні.

На початку 1756 року Ґолдсміт повернувся до Лондона, де безуспішно намагався знайти роботу за фахом. Протягом року Ґолдсміт змінив не одну професію: заробляв на життя викладанням, лікарською практикою, помічником аптекаря, коректором у друкарні відомого романіста і видавця Річардсона. Навесні 1757 року Ґолдсміт познайомився з видавцем Гріффітсом, який запропонував йому співпрацювати в журналі «Щомісячний огляд» (англ. «Monthly review»). Ґолдсміт повинен був рецензувати нові книги. Потім рецензував для Тобайаса Смоллетта в «Крітікел рев'ю» (англ. «Critical Review»). У періодичній пресі з'явилися його статті, оповідання та вірші. Писав він у цей час під псевдонімом Джеймс Вілмінґтон, прізвище та ім'я однокурсника у Триніті Коледжі.
Першу його книгу — «Дослідження про сучасний стан словесності в Європі» («An Enquiry Into The Present State Of Polite Learning»), надрукували в квітні 1759 і вона отримала доброзичливі відгуки. На хвилі її успіху Ґолдсміта запросили в часопис «Бджола» (англ. «The Bee»), що припинив своє існування після виходу восьми номерів. 12 січня 1760 року письменник почав публікувати у «Паблік Леджер» (англ. «Public Ledger») Джона Ньюбері свої «Китайські листи» (англ. «Chinese Letters»), які увійшли в 1762 році до книги під назвою «Громадянин світу, або листи китайського філософа з Лондона своїм друзям на Схід» (англ. «The Citizen of the World, or Letters from a Chinese Philosopher Residing in London to His Friends in the East»).
На початку 1764 року Ґолдсміт став членом престижного клубу завдяки своїй дружбі із Семюелем Джонсоном і Джошуа Рейнолдсом. Членами цього ж клубу були Томас Персі, Девід Гаррік, Едмунд Берк, Джеймс Босвелл. У Ґолдсміта була репутація людини дивакуватої, яка до того ж мала вкрай неврівноважений характер. Коли у 1764 році вийшов друком його знаменитий «Мандрівник», члени клубу заледве повірили, що автор та їхній дивний приятель одна і та сама особа.
У березні 1766 року з'явився єдиний роман Ґолдсміта — «Векфільдський священик» (англ. «The Vicar of Wakefield»), який Джон Ньюбері купив за наполяганням Семюеля Джонсона ще у 1762 році, оскільки Оліверу загрожувала в'язниця за борги.
Різнобічна обдарованість Голдсміта проявилась і в драматичному жанрі. 29 січня 1768 року його п'єсу «Добрячок» (англ. «The Good-Natured Man») поставили в театрі «Ковент-Гардені». Після прем'єри до п'єси довелося внести зміни, оскільки публіка засвистала деякі сцени з судовими приставами. Нітрохи не збентежений невдачею, Ґолдсміт продовжив наступ на домінуючу в театрі сентиментальну комедію: 15 березня 1773 року в «Ковент-Гардені» показали п'єсу «Ніч помилок, або Приниження гірше гордості» (англ. «She Stoops to Conquer, or The Mistakes of a Night»), що мала успіх у публіки.

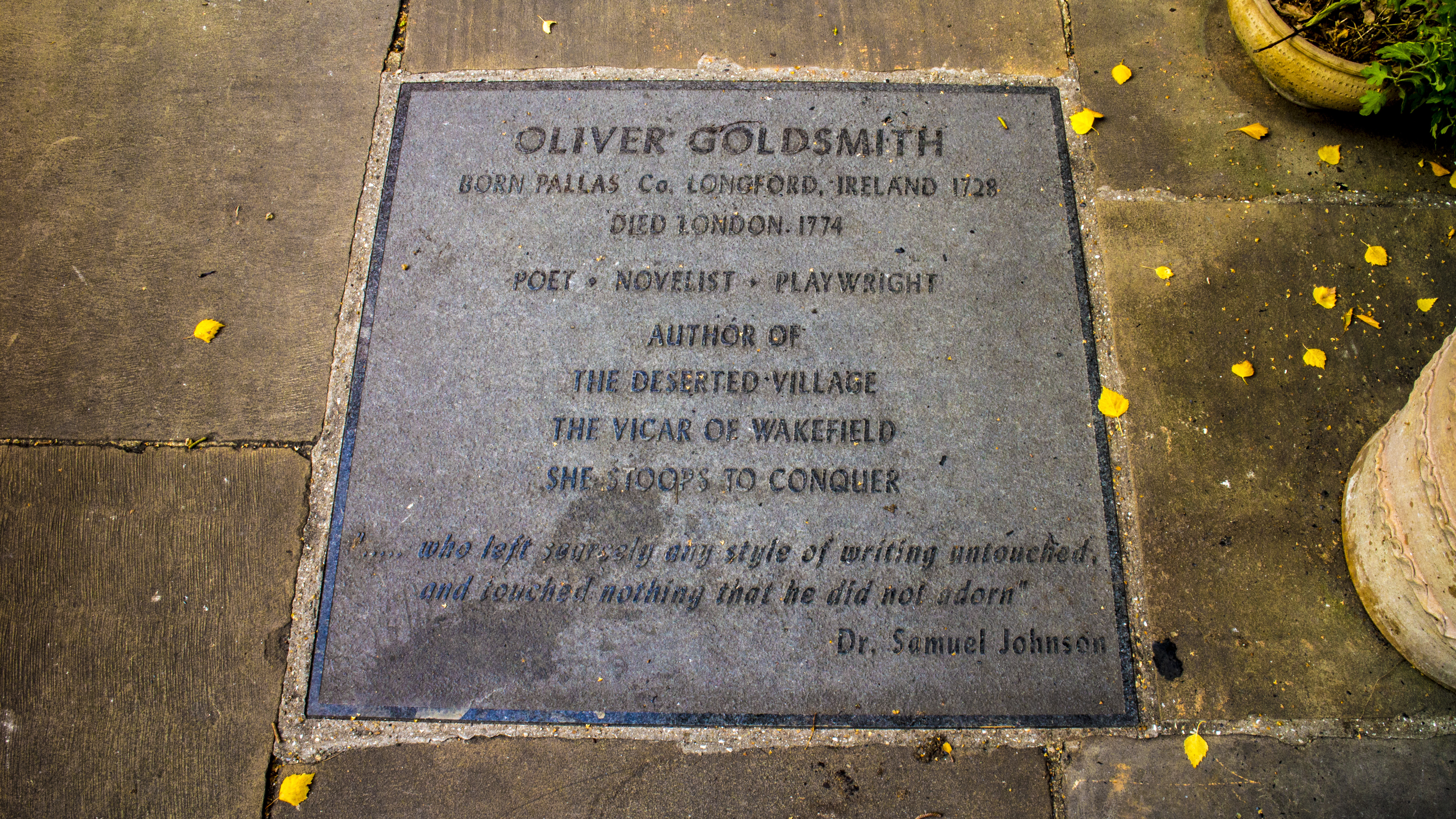
Надгробок на місці поховання Олівера Ґолдсміта, де вибиті слова його друга Семюеля Джонсона.

У проміжку між цими п'єсами, 1770 року, Ґолдсміт опублікував другу свою велику поему, «Покинуте село» (англ. «The Deserted Village»). У поему вплетені ностальгічні спогади про Лісс, де письменник провів дитинство.
Період творчості Ґолдсміта був хоча й коротким, але досить інтенсивним. Ґолдсміт, який працював дуже багато і напружено, змушений був заробляти на прожиття. До того ж він був украй самотнім: у нього не було сім'ї, не було особливо близьких людей. В очах сучасників він був диваком: такій думці сприяли некрасива зовнішність (наслідки перенесеної натуральної віспи) та ексцентричні манери. Ґолдсміт був надзвичайно популярний серед сучасників. Численні передруки свідчать про те, що його творчість цікава й тепер. Українською мовою окремі вірші Ґолдсміта переклав Павло Грабовський.
Ґолдсміт захворів і помер від хвороби нирок у своїй квартирі в Темплі 4 квітня 1774 року. На пам'ятнику у Вестмінстерському абатстві вибиті слова його друга Семюеля Джонсона.

## Твори
- «Громадянин світу, або Листи китайського філософа, що проживає в Лондоні, своїм друзям на Сході» (англ. «The Citizen of the World, or Letters from a Chinese Philosopher Residing in London to His Friends in the East») (1762);
- «Мандрівник» (англ. «The Traveller's Prospect of Society») (1764);
- «Векфілдський священик» (англ. «The Vicar of Wakefield») (1766);
- «Покинуте село» (англ. «The Deserted Village») (1770);
- «Ніч помилок, або Приниження паче гордості» (англ. «She Stoops to Conquer») (1773).